# Abdul Rashid Ghazi
Abdul Rashid Ghazi (ur. 1964, zm. 10 lipca 2007) – radykalny islamski duchowny, główny imam i kierownik obrony Czerwonego Meczetu w stolicy Pakistanu – Islamabadzie. Brat imama Abdula Aziza Ghaziego. 
W lipcu 2007, po ucieczce brata, sam objął kierownictwo nad ośmiodniowymi walkami o Czerwony Meczet broniony przez studentów szkoły koranicznej domagających się wprowadzenia w Pakistanie szariatu. Próbował negocjować z władzami możliwość swobodnego opuszczenia budynku przez swoich studentów oraz zagwarantowania, że władze nie podejmą przeciwko nim żadnych kroków w zamian za złożenie broni. W imieniu strony rządowej, minister spraw wewnętrznych Pakistanu Aftab Chan Szerpao odrzucił stawiane przez Ghaziego warunki. 
Imam zginął w ostatniej fazie walk. Według pakistańskiego rzecznika MSW Javeda Cheema – duchownego "znaleziono w podziemiach, został poproszony o opuszczenie miejsca",  wyszedł wraz z kilkoma bojownikami, którzy otworzyli ogień do sił rządowych. W wyniku wymiany ognia zginął również sam Ghazi.